# خالدارکفشکان
خالدارکفشکان (نام علمی: Citharidae) نام یک تیره از راسته کفشک‌ماهی است.